# Diacheila polita
Diacheila polita är en skalbaggsart som beskrevs av Falderman. Diacheila polita ingår i släktet Diacheila och familjen jordlöpare. Arten har ej påträffats i Sverige. Inga underarter finns listade i Catalogue of Life.